# Шварценберг, Карл Филипп цу
Эта статья — об австрийском военачальнике. О его потомке, министре иностранных дел Чехии см. Шварценберг, Карл Иоганн цу
Карл I Фи́липп цу Шва́рценберг (нем. Karl Philipp zu Schwarzenberg; 15 апреля 1771 — 15 октября 1820) — князь Шварценберг, ландграф Клеттгау, граф Зульц, австрийский фельдмаршал и президент Гофкригсрата (с 1814 года). Главнокомандующий союзными войсками, сражавшимися с Наполеоном I в Битве народов под Лейпцигом.

## Биография

### Ранние годы
Карл был сыном Иоганна Непомука I Шварценберга, принадлежавшего к древнему франконскому и богемскому роду Шварценбергов. Разветвлённый дворянский род Шварценбергов был известен с XII века, в 1670 году император Леопольд I возвёл Иоганна-Адольфа Шварценберга в княжеское достоинство Священной Римской империи.
Шварценберг с 1788 года состоял на австрийской военной службе, имея звание младшего лейтенанта; участвовал в 1788—1789 годах в турецкой кампании и в ряде сражений Войны первой коалиции вместе с Понятовским. После штурма Шабаца получил воинское звание капитана. Нёс службу в линейных подразделениях, затем при Главном штабе главнокомандующего фельдмаршала Лаудона. В 1790 году был повышен в звании до майора.

### Революционные войны
Участвовал во Французских революционных войнах, отличился в боях при Кьеврене 1 мая 1792 года, в том же году — в битвах при Филиппсбурге и Эстрёфе, за которые получил звание подполковника и возглавил фрайкор (в будущем полк) галицких уланов. В 1794 году командовал авангардным кавалерийским эскадроном в составе войск принца Кобурга. Принимал участие в битвах при Неервиндене (18 марта 1793 года) и Фамаре (23 мая 1793 года). Впоследствии отличился во время осады Валансьена и 26 апреля 1794 года в битве у Ле-Като-Камбрези, в которой возглавил атаку объединённых сил своего полка и 12 эскадронов тяжёлой английской кавалерии, решившую исход всего сражения. За это сражение прямо на поле боя получил кавалерский крест ордена Марии Терезии от императора Франца II. В начале 1796 года был произведён в полковники с назначением командиром кирасирского полка Валлиша, стоявшего около Вены, но вскоре был переведён в кирасирский полк Цешвица, желая находиться в действующей армии. В период 1795—1796 годов находился в войсках Вурмзера и эрцгерцога Карла, участвовал в сражениях на Рейне и в Италии. В 1796 году проявил храбрость в сражении при Амберге, а затем при Вюрцбурге. После победы в битве при Лимбурге (16—19 сентября 1796 года) ему было присвоено звание генерал-майора; по другим данным, это произошло ещё 10 августа 1796 года после Вюрцбурга. В 1797 году Шварценберг сражался на Рейне под началом эрцгерцога Карла, затем участвовал в осаде Келя под началом фельдмаршал-лейтенанта фон Готце. Позже вновь воевал в Италии, затем при Мангейме. В 1799 году командовал находившейся в авангарде дивизией в составе армии эрцгерцога Карла, воевал в Германии и Швейцарии. Во время битвы при Гейдельберге его войска успешно отразили натиск сил французского генерала Нея, после чего 3 сентября 1800 года он был повышен до звания фельдмаршал-лейтенантa. В конце того же года он стал шефом 2-го уланского полка, носившего с того времени его имя. В неудачном для него сражении при Гогенлиндене с французской армией командовал дивизией и 1-й линией правого крыла армии; после разгрома обеспечивал прикрытие отступления австрийской армии за Энс.
В 1802 году его старший брат Иосиф II цу Шварценберг уступил ему как второму в очереди наследнику созданный ещё в 1703 году Фердинандом цу Шварценбергом Второй майорат и передал во владение замок Орлик, тем самым Карл Филипп стал основателем «Орлицкой» ветви (секундогенитуры) династии Шварценбергов. Впоследствии Карл Филипп расширил свои владения и приобрёл замки Залужаны, Збенице и Букованы.

### Наполеоновские войны

Герб князей Шварценбергов

В кампании того же года возглавлял дивизию в войсках генерала Мака, участвовал в битве при Ульме, командуя 14—15 октября 1805 года правым флангом австрийской армии. После того как генерал Мак капитулировал, Шварценберг вместе с несколькими полками кавалерии, насчитывавшими 6—8 тысяч человек, сумел вместе с эрцгерцогом Фердинандом Австрийским организованно отступить в чешские земли, где в том же году получил назначение вице-президентом Гофкригсрата. После подписания в 1807 году Тильзитского мира стал послом в Санкт-Петербурге, вёл переговоры о поддержке Российской империей Австрии в случае войны с Францией. За 2 дня до битвы при Ваграме вернулся к военной службе. Во время этого сражения возглавлял атаки кавалерии на левом фланге австрийской армии после её отступления руководил действиями арьергарда. 26 сентября 1809 года получил повышение до генерала от кавалерии. В 1810 году, когда был подписан Шёнбруннский мир, стал послом Австрии в Париже и возглавил переговоры о браке Наполеона Бонапарта с австрийской эрцгерцогиней Марией Луизой Австрийской, дочерью императора Франца II. В ходе этих переговоров заслужил доверие со стороны Наполеона. Переговорам помешал начавшийся в австрийском посольстве пожар, в котором погибла невестка посла, княгиня Полина, урождённая фон Агенберг. По заключённому 14 марта 1812 года соглашению об альянсе Австрия предоставляла Великой армии Франции для начинавшейся войны вспомогательный корпус численностью порядка 30 тысяч человек, командование которым по личному желанию Наполеона было возложено на Шварценберга.
В ходе русской кампании князь привёл вспомогательный корпус в Люблин, форсировал Буг и остановился около Пинска; в июле 1812 года его войска находились на южном крыле армии Наполеона в районе Бреста. 12 августа после продвижения к Кобрину совместно с находившимся под командованием генерала Жана Ренье франко-саксонским корпусом атаковал части русской 3-й армии под командованием генерала Тормасова, насчитывавшей около 18 тысяч человек, в районе между Городечно и Подубней, ограничившись при этом в основном артиллерийским обстрелом. В ходе кампании действия Шварценберга отличались большой осторожностью, поэтому ему удалось избежать крупных столкновений с русскими войсками. 18 сентября, когда с силами Тормасова соединилась Дунайская армия под командованием Павла Чичагова, Шварценберг был вынужден начать постепенное отступление за Буг. Он действовал осторожно, успешно провел сражение при Волковыске, после которого вместе с корпусом Ренье преследовал корпус Остен-Сакена до Брест-Литовска и Ковеля. В последующие дни он получил приказ Наполеона действовать в тыл армии Чичагова, но, оставив корпус Ренье в качестве заслона, дошёл только до Слонима. Там он несколько дней не получал никаких известий, а далее получил через дипломата Маре путаный приказ Наполеона, содержавший недостоверную информацию о якобы поражении Дунайской армии. После освобождения Вильны русскими Шварценберг наконец узнал о полном разгроме наполеоновской армии и её отступлении за Неман, и 1 декабря начал отступление к Белостоку, а корпусу Ренье приказал отступать из Ружан к Волчину (в дальнейшем Ренье действовал самостоятельно). Корпус Шварценберга преследовали русские войска под командованием генерал-адъютанта Васильчикова, который вступил с ним в переговоры и добился от Шварценберга согласия отступить из пределов России. 13 декабря Шварценберг начал отступление, сначала к Высоке-Мазовецке, далее на Ломжу и наконец достиг Пултуска. Вскоре после этого к нему прибыл посланец Кутузова Анстедт, договорившийся с ним о перемирии на неопределенное время. Через некоторое время по повелению австрийского императора, который вел тайные переговоры с Россией, Шварценберг отвел свой корпус в пределы Австрийской империи, в Галицию.
После перемирия с Россией Шварценберг прибыл 17 апреля 1813 года во Францию как австрийский посол, предприняв тщетную попытку посредничества в подписании мира между Россией и Францией. Эта миссия не увенчалась успехом, после чего он оставил Париж и принял командование войсками в Богемии. В конце июня 1813 года по наущению Меттерниха получил верховное командование над союзной армией против Наполеона. 12 сентября, когда Австрия официально присоединилась к антифранцузской коалиции, Шварценберг принял командование над дислоцированной в северной Чехии союзной Богемской армией численностью порядка 225—230 тысяч человек, лишь наполовину состоявшей из австрийцев. Другую её половину составляла русско-прусская армия под командованием Барклая-де-Толли; русских солдат в ней насчитывалось порядка 48 тысяч, начальником штаба при ней был фельдмаршал-лейтенант Йозеф Радецкий. Командование объединёнными силами трёх монархий было для Шварценберга весьма затруднительно, его действия часто оказывались парализованы противоречащими друг другу приказами.
После похода в Саксонию Богемская армия была 26 августа 1813 года побеждена наполеоновскими войсками в сражении при Дрездене, после чего был вынуждена отступить обратно в Богемию, к Рудным горам, где пребывала до начала октября. Незадолго до начала так называемой «Битвы народов» под Лейпцигом прусский король Фридрих Вильгельм III удостоил Шварценберга 8 октября ордена Чёрного орла. В состоявшейся 16—19 октября 1813 года под Лейпцигом битве Шварценберг непосредственно командовал войсками на южном фланге. Большая часть объединённых союзных войск ранее входила в состав его армии, а сам князь формально считался главнокомандующим. 16 октября его войска сошлись с силами Наполеона между Вахау и Либертволквицем, одержав 18 октября победу между Конневицем и Пробстхайдом и оттеснив основные силы противника к Лейпцигу. Поражение Наполеона в этой битве было сокрушительным. После битвы Шварценбергу был вручён российский орден Святого Георгия 1-го класса 8 (20) октября 1813 года «за поражение Наполеона в трех дневном бою под Лейпцигом 4-го, 6-го и 7-го октября 1813 года». После этой победы, однако, Шварценберг действовал несколько нерешительно и не организовал эффективного преследования отступавших наполеоновских войск.
11 октября 1813 года был награждён орденом Св. Андрея Первозванного.
Во время кампании 1814 года Шварценберг продолжал действовать осторожно: в феврале он предпринял атаку на город Ножан, однако был отбит его гарнизоном, насчитывавшим 1200 человек. 17 февраля после нескольких окончившихся неудачей манёвров и полной потери инициативы, он решил просить перемирия. 18 февраля Наполеон одержал победу над армией кронпринца Вюртембергского в битве при Монтрё, потери союзников в которой исчислялись 6 тысячами человек и 15 орудиями. Шварценберг после этого отошёл к Труа, одновременно отдав приказ Блюхеру соединиться с ним в районе Мери-сюр-Сен.

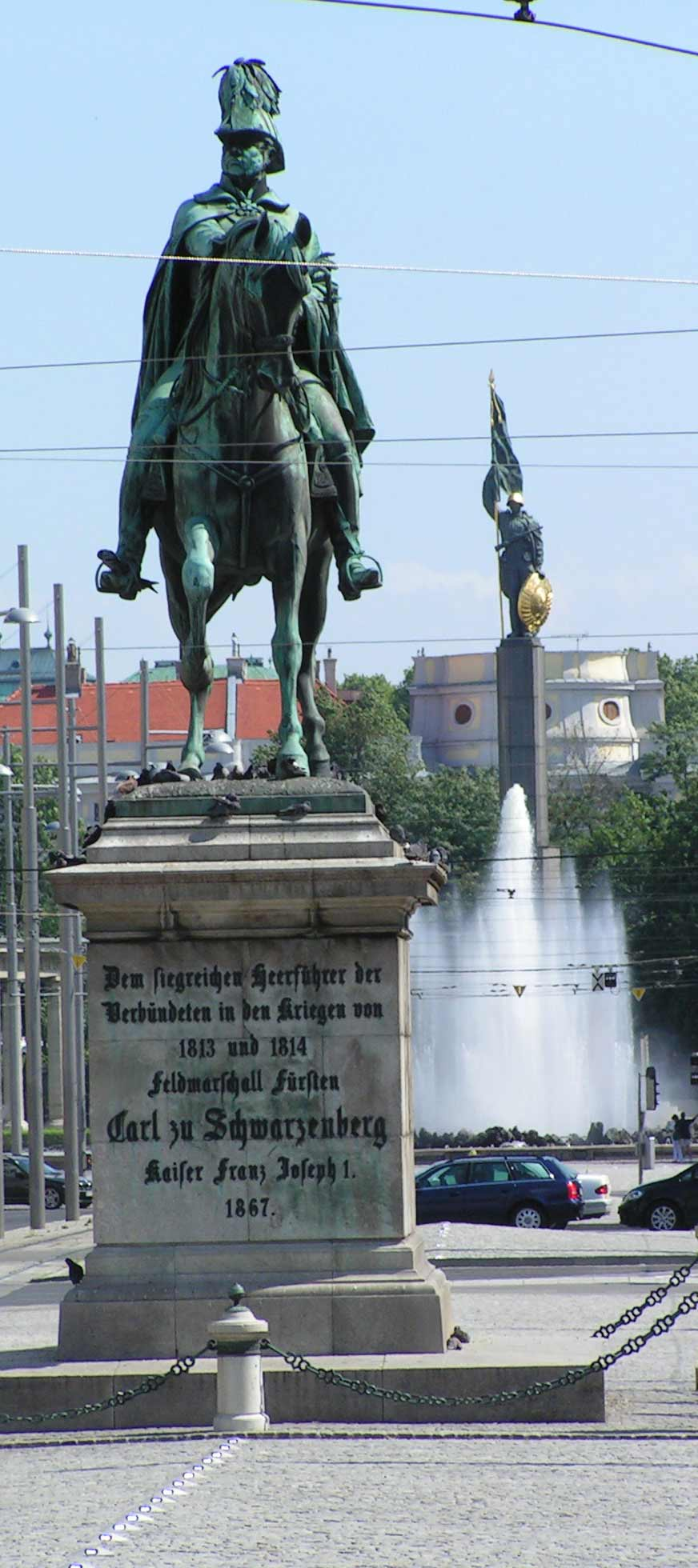
Памятник фельдмаршалу Шварценбергу на Шварценбергплац в Вене

Спустя сутки после состоявшегося объединения, во время военного совета 22 февраля Шварценберг, преувеличив в своей речи вражеские силы почти в три раза, постановил продолжать отступление. В тот же день он приказал вновь разделить Богемскую и Силезскую армии и лишь 26 февраля, оказавшись под давлением одновременно императора Александра I и короля Фридриха Вильгельма III, начал медленное наступление в районе Бар-сюр-Об, где одержал победу над Шарлем Удино. После захвата Наполеоном Реймса наступление на Сену Шварценбергом было сразу же оставлено, 17 марта войска по его приказу начали отходить к Труа. В сражении при Арси-сюр-Об он сумел правильно развернуть свои силы и в конце концов одержал победу, хотя первоначально терпел неудачу, а его нерасторопность во время отдачи приказов позволила противнику избежать полного уничтожения. 24 марта, вновь испытывая давление со стороны российского императора, Шварценберг начал наступление на Париж; 25 марта французские войска потерпели поражение в битве при Фер-Шампенуаз, а спустя три дня, 28 марта, обе армии союзников соединились под Парижем. Шварценберг во главе этих войск вступил во французскую столицу 31 марта 1814 года. Он был щедро награждён тремя одержавшими победу монархами и назначен Францем II на пост президента Гофкригсрата, военного совета Австрийской империи. 5 мая 1814 года Шварценберг ушёл с поста верховного главнокомандующего союзных войск и возвратился в своё имение в Богемии.
После возвращения Наполеона с изгнания на острове Эльба, в период так называемых Ста дней, Шварценберг вновь возглавил австрийские войска, в то время всё ещё стоявшие в Хайльбронне в районе Верхнего Рейна. Во главе армии численностью в 210 тысяч человек он выступил из Шварцвальда и начал переправу через Рейн, однако у Ле-Суффеля был остановлен небольшим отрядом генерала Ж. Раппа. Вскоре после этого Наполеон во второй раз отрёкся от французского престола, и, таким образом, войска Шварценберга в последней кампании против французского императора не сыграли никакой существенной роли. 17 июля он принял участие во втором вступлении союзных войск в Париж и после этого отбыл обратно в свои владения в Орлике.

### Поздние годы
Здоровье Шварценберга ухудшилось после смерти его сестры Каролины. 13 января 1817 года он перенёс инсульт, после чего ушёл в отставку и некоторое время провёл на лечении в Карлсбаде. В последующие годы он всё больше страдал от паралича, в октябре 1820 года перенёс второй инсульт во время пребывания в Лейпциге, что привело к резкому ухудшению его состояния. 15 октября 1820 года Шварценберг скончался от последствий второго удара. Его тело было эскортировано до границы солдатами королевской саксонской армии, где его передали австрийским солдатам, доставившим тело покойного к фамильному кладбищу Шварценбергов в Виттингау. Австрийский император Франц I объявил в память об усопшем трёхдневный национальный траур. Позже саркофаг с его телом был похоронен в фамильной часовне Шварценбергов в замковом парке Орлика рядом с Кожли.

### Дети
- Фридрих I Карл цу Шварценберг (1800—1870)
- Карл II Филипп цу Шварценберг (1802—1858)
- Эдмунд Леопольд Фридрих цу Шварценберг (1803—1873) — австрийский фельдмаршал

### Награды
- Орден Золотого руна (1809)
- Кавалер ордена Марии Терезии (1795)
- Командор Военного ордена Марии Терезии (1805)
- Кавалер Большого креста Военного ордена Марии Терезии
- Кавалер Большого креста Королевского венгерского ордена Святого Стефана (1810)
- Армейский крест 1813/14[нем.]
- Орден Святого Губерта (Бавария)
- Кавалер Большого креста Военного ордена Максимилиана Иосифа (Бавария, 1815)
- Шпага, украшенная алмазами, от муниципалитета Лондона (Великобритания, 1814)
- Орден Слона (Дания, 1815)
- Кавалер Большого креста Военного ордена Вильгельма (Нидерланды)
- Кавалер Большого креста ордена Святого Фердинанда и Заслуг (Королевство Обеих Сицилий)
- Орден Чёрного орла (Пруссия, 08.10.1813)
- Орден Святого Георгия 1-й степени (Россия, 08 (20).10.1813)
- Орден Святого апостола Андрея Первозванного (Россия, 11 (23).10.1813)
- Орден Святого Александра Невского (Россия, 11 (23).10.1813)
- Высший орден Святого Благовещения (Сардинское королевство, 1815)
- Кавалер Большого креста ордена Святых Маврикия и Лазаря (Сардинское королевство)
- Кавалер Большого креста ордена Почётного легиона (Франция, 1811)
- Орден Святого Духа (Франция, 1816)
- Кавалер Большого креста ордена Меча (Швеция, 20.02.1814)